# Wilhelm Wilcke
Wilhelm Otto Albert Wilcke (* 1. September 1885 in Templin; † 2. August 1979 in Overath) war ein deutscher Maler.

## Leben und Werk
Der Vater Wilckes, Otto Wilcke, war Tischler und später Kaufmann, die Mutter war Auguste Wilcke, geb. Grosskopf. Beide waren evangelischer Konfession. Wilcke absolvierte von 1904 bis 1907 eine Lehrerausbildung in Neuruppin. Von 1908 bis 1910 studiert er an der Kunstakademie Breslau bei Eugen Bracht Landschaftsmalerei sowie Kunstgeschichte und Pädagogik. Danach war er bis 1914 Junglehrer in der Mark Brandenburg und in Berlin-Schöneberg. Von 1914 bis zu einer Erkrankung 1916 nahm Wilcke am Ersten Weltkrieg teil. Bis 1918 war er zeitweise als Offiziersschüler in Jüterbog und Dallgow-Döberitz, dann Heereszeichner. 1915 heiratete er Editha Krause, 1916 wurde ihre Tochter Gisela geboren, 1919 Doris. Ab 1918 setzte Wilcke sein Studium der Landschaftsmalerei bei Hans Licht fort. Er begann eine rege künstlerische Tätigkeit und unternahm Mal- und Studienreisen. Ab 1919/20 war er künstlerischer Mitarbeiter der rechtskonservativen nationalistischen Zeitschrift Kyffhäuser, von 1920 bis 1930 Dozent an der Volkshochschule Schöneberg und der „Diesterweg Hochschule“. 1925 wurde er zum Studienrat für das künstlerische Lehramt ernannt. Wilcke malte fast ausschließlich konservativ-naturalistische Landschaftsbilder.
Sicher belegt ist für die Zeit des Nationalsozialismus seine Teilnahme an 21 Ausstellungen darunter von 1939 bis 1944 an allen Großen Deutschen Kunstausstellungen in München mit 13 Gemälden, die das Interesse führender Nazis fanden. Davon erwarben 1939 Hitler Norddeutsches Tiefland und 1943 Uckermärkischer Fluss, 1941 Wilfrid Bade Uckermärkischer See, 1942 das Hauptkulturamt der Reichshauptstadt Berlin Märkische Landschaft und Hermann Schmitz Havelbucht und 1944 Herbert Backe Templiner Kanal. Das Bild Havelbucht wurde 1945 durch die Alliierten sichergestellt. Später kam es in den Handel.
1943 beantragte ein Freund Wilckes bei Goebbels, Wilcke eine Professur zu verleihen. Wilcke sei ein „hervorragender Maler“, dessen Werke sich im Besitz von Reichs- und Parteistellen befänden. Auch Goebbels besitze ein Bild. Die begutachtende Stelle äußerte Zweifel an der Kompetenz Wilckes und der Qualität seiner Werke, und der Antrag wurde wegen der aktuellen Titelsperre abgelehnt.
1943 zog die Wilcke mit seiner Familie nach Templin.
Nach dem Ende des Zweiten Weltkrieges betätigte Wilcke sich in Templin im Arbeitsausschuss für Denkmalpflege, in der Gruppe der Natur- und Heimatfreunde, im Kulturbund und im Beirat des neu gegründeten Museums. 1953 gründete er den ersten Zirkel für Bildende Kunst in Templin, den er dann bis 1964 leitete.
Er wurde zwar Mitglied des Verbands Bildender Künstler der DDR, erhielt aber wegen seiner nationalistischen Vergangenheit und Verstrickung in das Nazi-Regime keine relevante Förderung. Außer der Bezirkskunstausstellung 1957 sind keine Ausstellungen Wilckes in der DDR belegt.
Nachdem Wilcke schwer erkrankt war, zog er mit seiner Frau zu ihrer Tochter 1964 nach Köln. Seine Frau verstarb dort 1971.
Bilder Wilckes befinden sich in der Berlinischen Galerie im Templiner Museum für Stadtgeschichte und in der Galerie und im Trauzimmer der Gemeinde im Neuen Rathaus Templin.
In Templin wurde um 1995 eine neu erbaute Straße nach Wilcke benannt.

## Mitgliedschaften
- ab 1919 Mitglied des Vereins Berliner Künstler
- ab 1920 Mitglied des Vereins Berlin-Schöneberger Künstler
- ab März 1933 Mitglied des Nationalsozialistischen Lehrerbunds, des Reichskolonialbunds, des Reichsluftschutzbunds, der Nationalsozialistische Volkswohlfahrt, der Reichskammer der Bildenden Künste und des Frontkämpferbunds bildender Künstler
- bis 1964 Verband Bildender Künstler der DDR

## Ausstellungen
- 1934 bis 1939: Berlin, mehrere Frühjahrs- und Herbstausstellungen des Vereins Berliner Künstler
- 1937: Berlin: Ausstellung des Vereins Berliner Künstler „Das Bild von Berlin“
- 1937: Berlin: Stadthaus Wilmersdorf, Ausstellung der Allgemeinen Deutschen Kunstgenossenschaft e.V. Ortsverein Berlin
- 1938: Berlin, Haus der Kunst (Berliner Kunsthalle)
- 1939/1940: Berlin, Haus der Kunst, Frühjahrsausstellungen des „Frontkämpferbunds bildender Künstler“
- 1940: Berlin, „Deutsche Städtebilder und Landschaften“ (Verein Berliner Künstler)
- 1942: Berlin, Nationalgalerie, Große Berliner Kunstausstellung
- 1977: Einzelausstellung im „Haus Sigrist“, Bergisch Gladbach